# Reola
Reola (Duits: Rewold) is een plaats in de Estlandse gemeente Kambja, provincie Tartumaa. De plaats heeft de status van dorp (Estisch: küla) en telt 193 inwoners (2021).
Het dorp lag tot in oktober 2017 in de gemeente Ülenurme. In die maand werd Ülenurme bij de gemeente Kambja gevoegd.
Reola heeft een station aan de spoorlijn Tartu - Petsjory, dat overigens eigenlijk op het grondgebied van het buurdorp Tõõraste in de gemeente Kastre ligt. Tussen Reola en Ülenurme ligt de luchthaven van Tartu.
In Reola staat een brouwerij van A. Le Coq.

## Geschiedenis
Opgravingen bij Reola hebben aangetoond dat hier in de late IJzertijd een nederzetting lag.
Het landgoed van Reola werd voor het eerst genoemd in 1522. Het behoorde toen toe aan de familie von Stackelberg. Daarna kwam het in handen van andere Duits-Baltische families. De laatste eigenaar voordat het landgoed in 1919 door het onafhankelijk geworden Estland werd onteigend, was Friedrich Hübbe.
Op het landgoed bevond zich een landhuis in Rococostijl, gebouwd op het eind van de 18e eeuw. De drie boeren die het landgoed in 1919 onderling mochten verdelen, verwaarloosden het gebouw en verkochten zelfs de stenen als bouwmateriaal. De herberg en de smidse van het landgoed zijn bewaard gebleven, maar liggen nu op het grondgebied van het buurdorp Uhti.

## Foto's

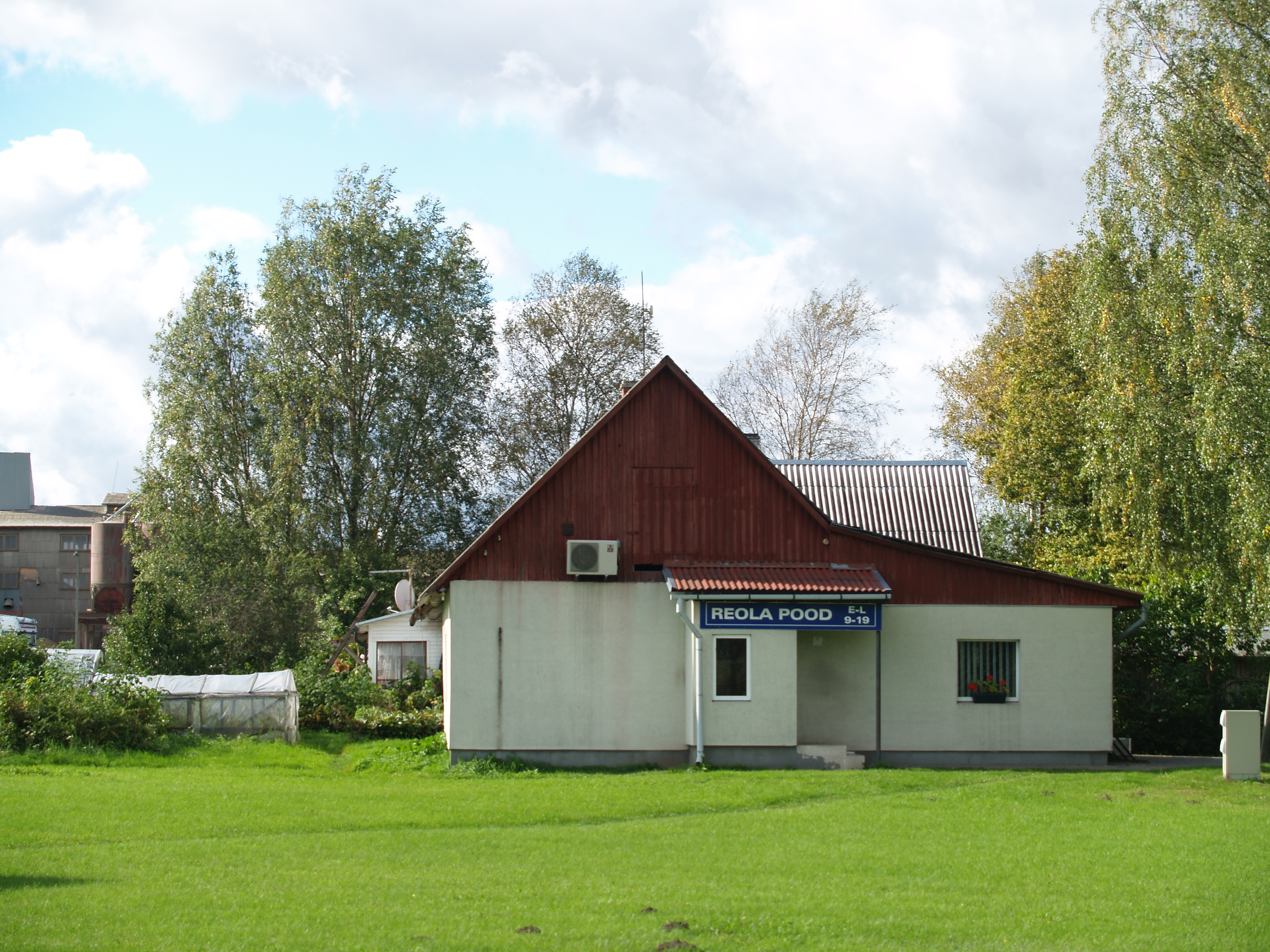
De plaatselijke winkel
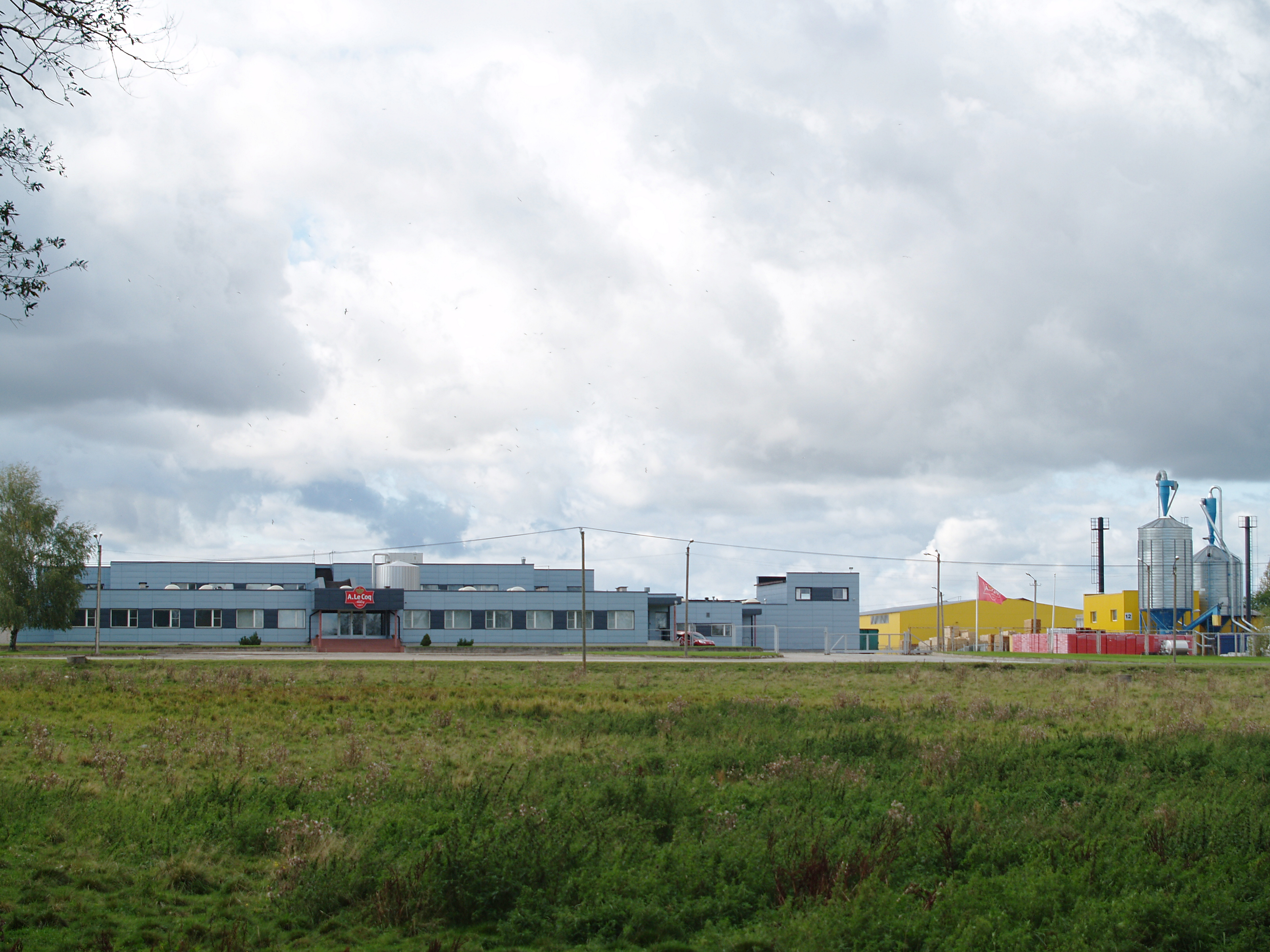
De brouwerij van A. Le Coq
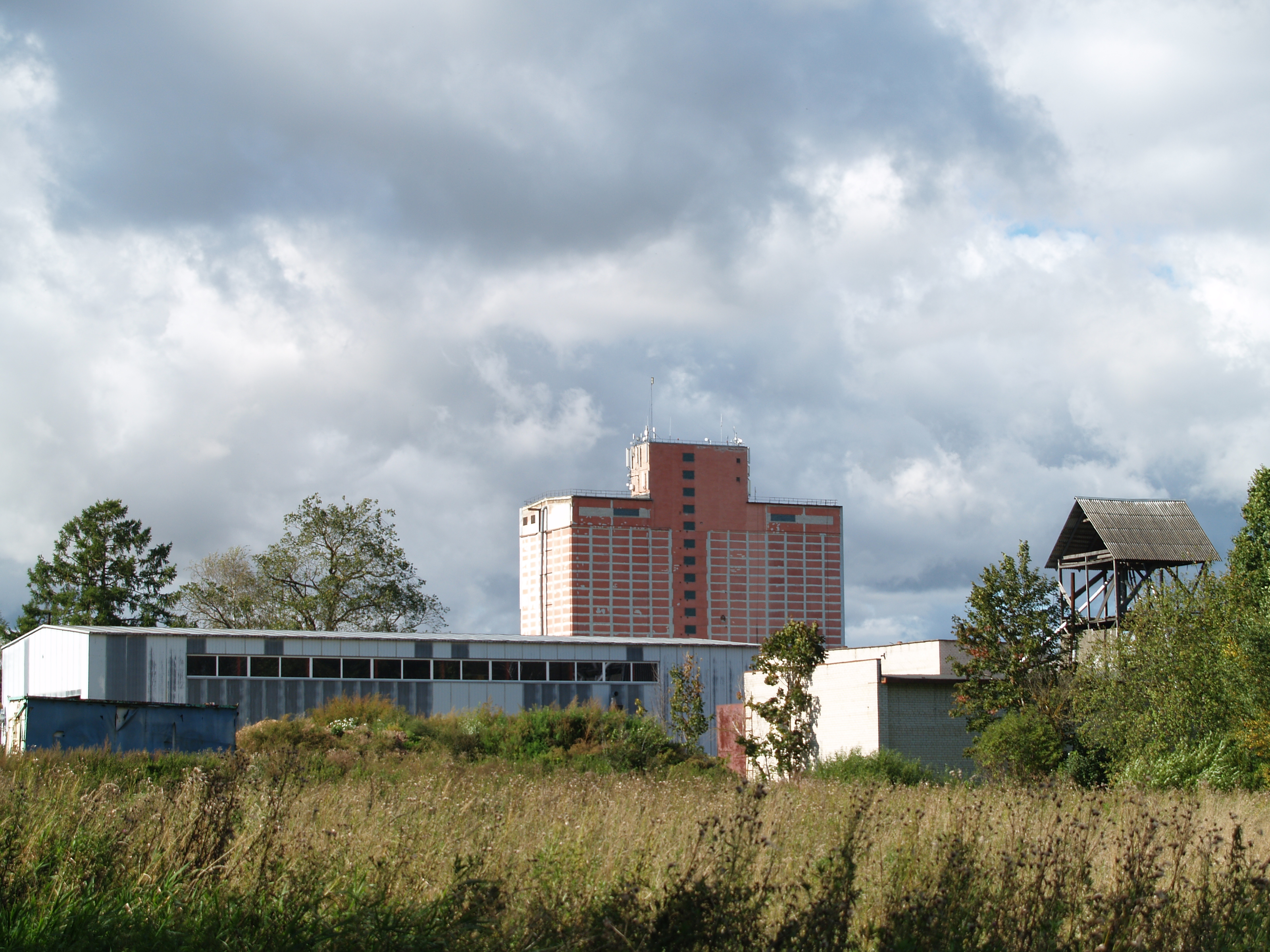
Graanelevator
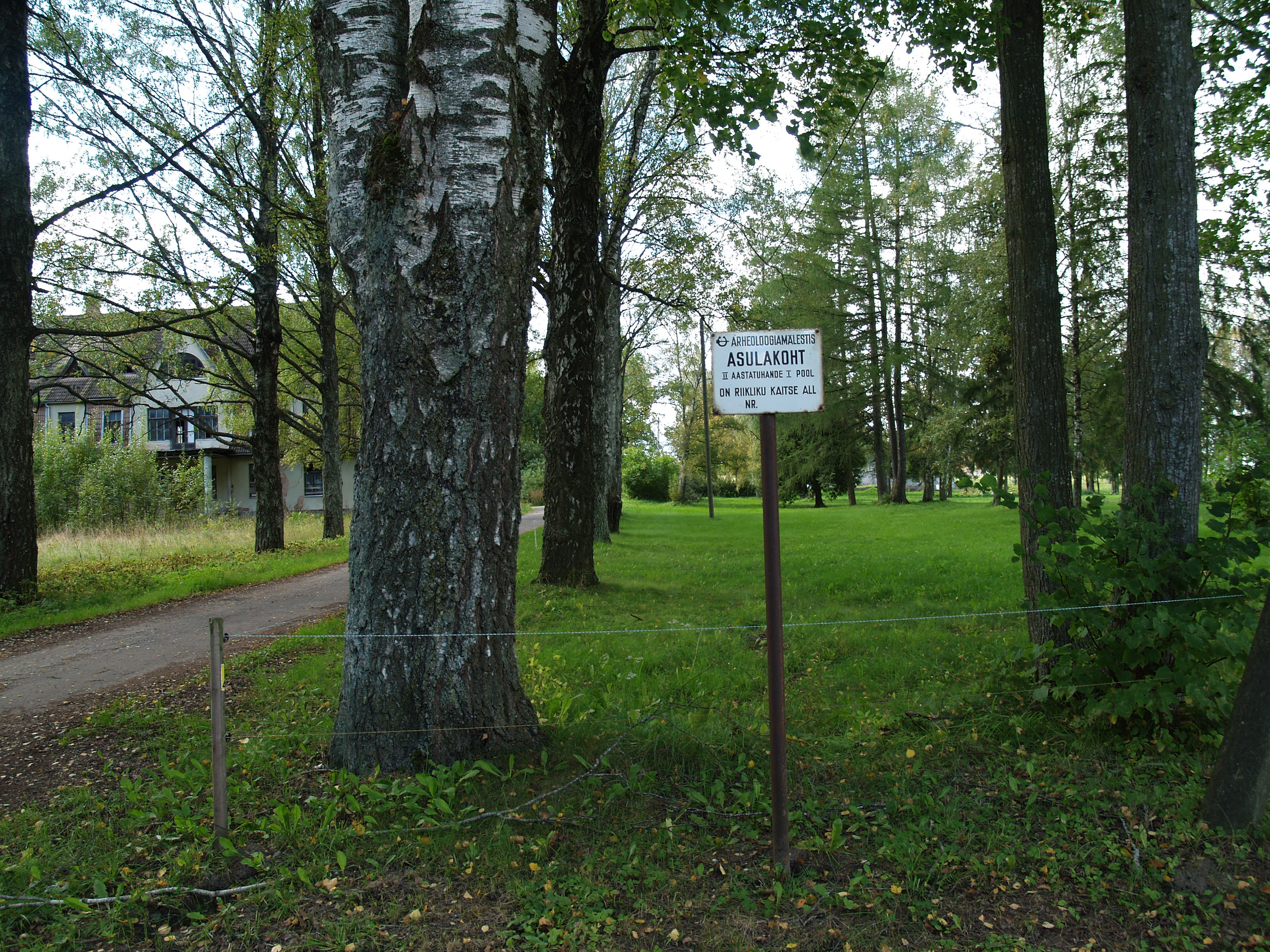
Plaats van een prehistorische vestiging